# Tetraponera mandibularis
Tetraponera mandibularis är en myrart som först beskrevs av Carlo Emery 1895.  Tetraponera mandibularis ingår i släktet Tetraponera och familjen myror. Inga underarter finns listade i Catalogue of Life.

## Bildgalleri

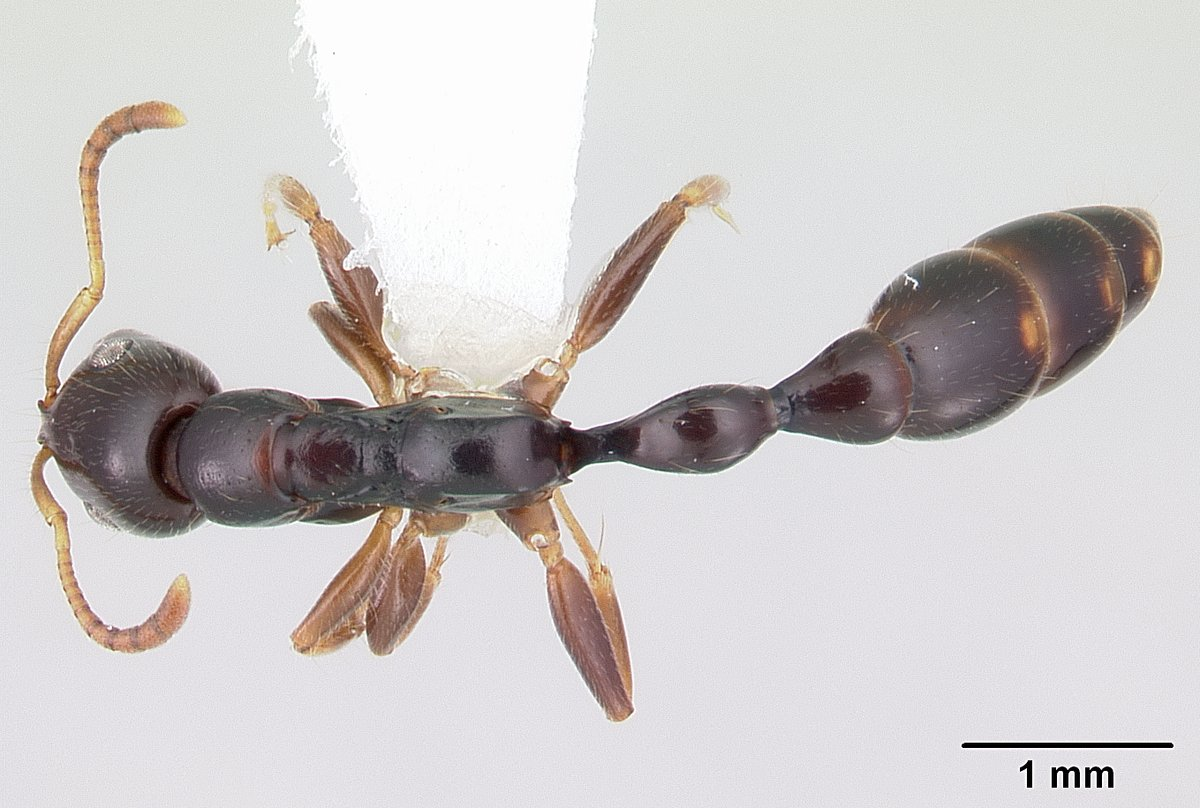
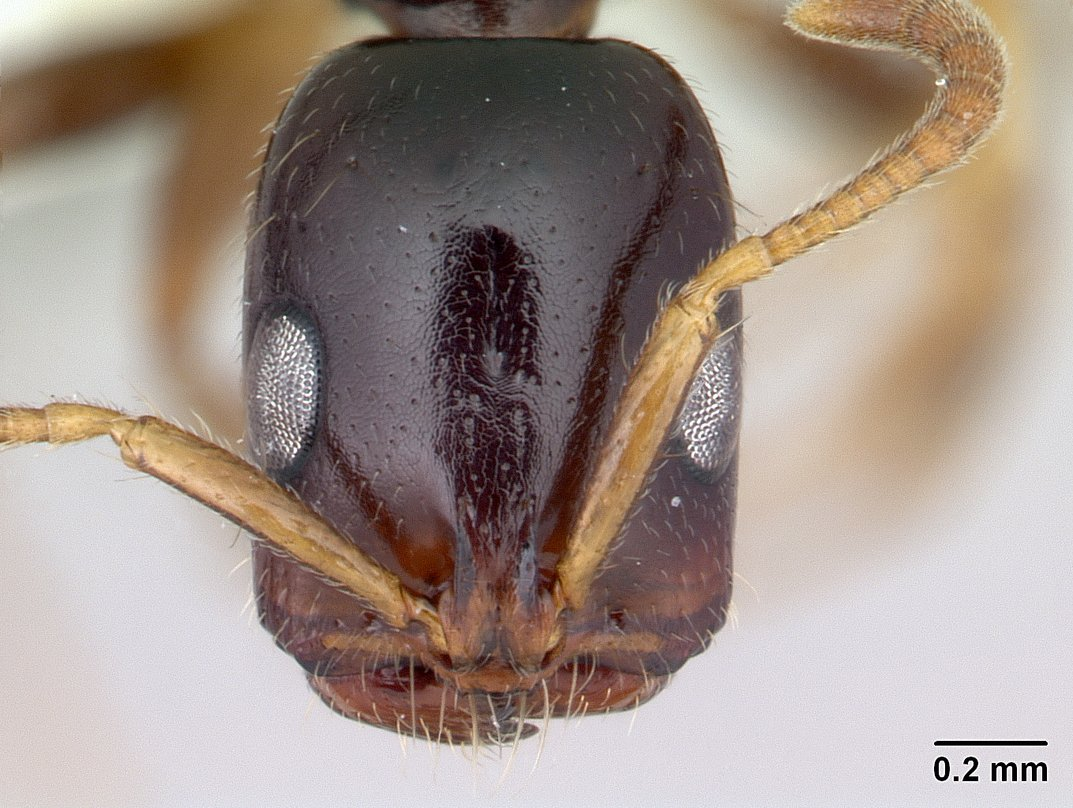
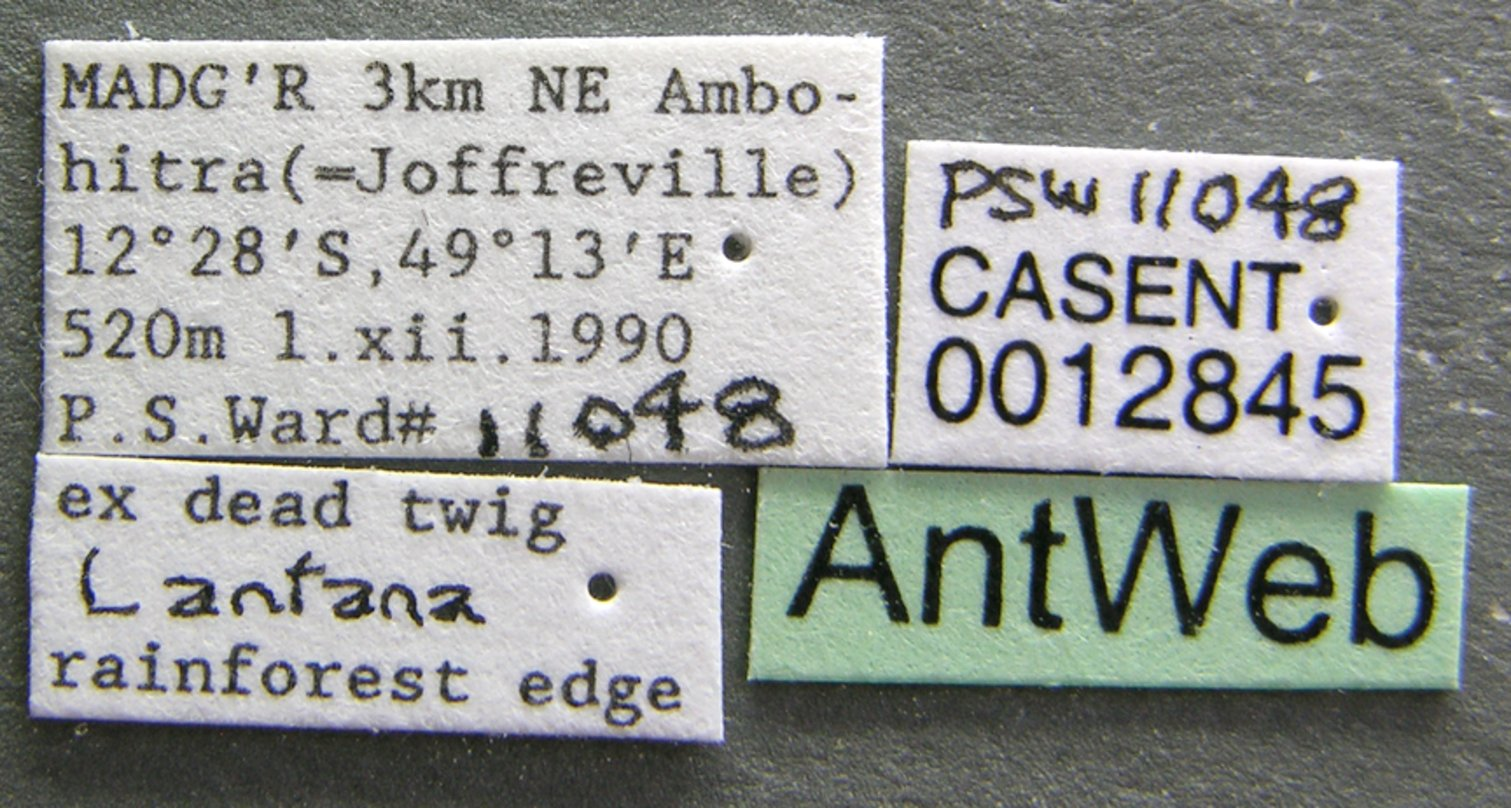
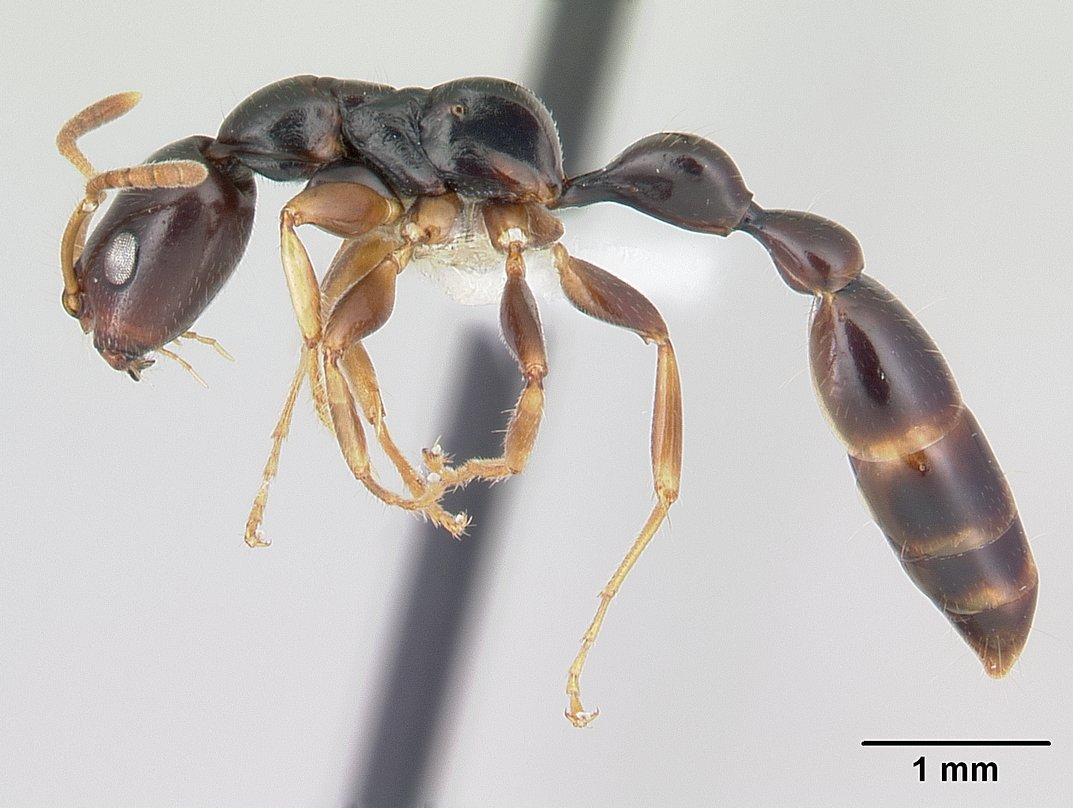
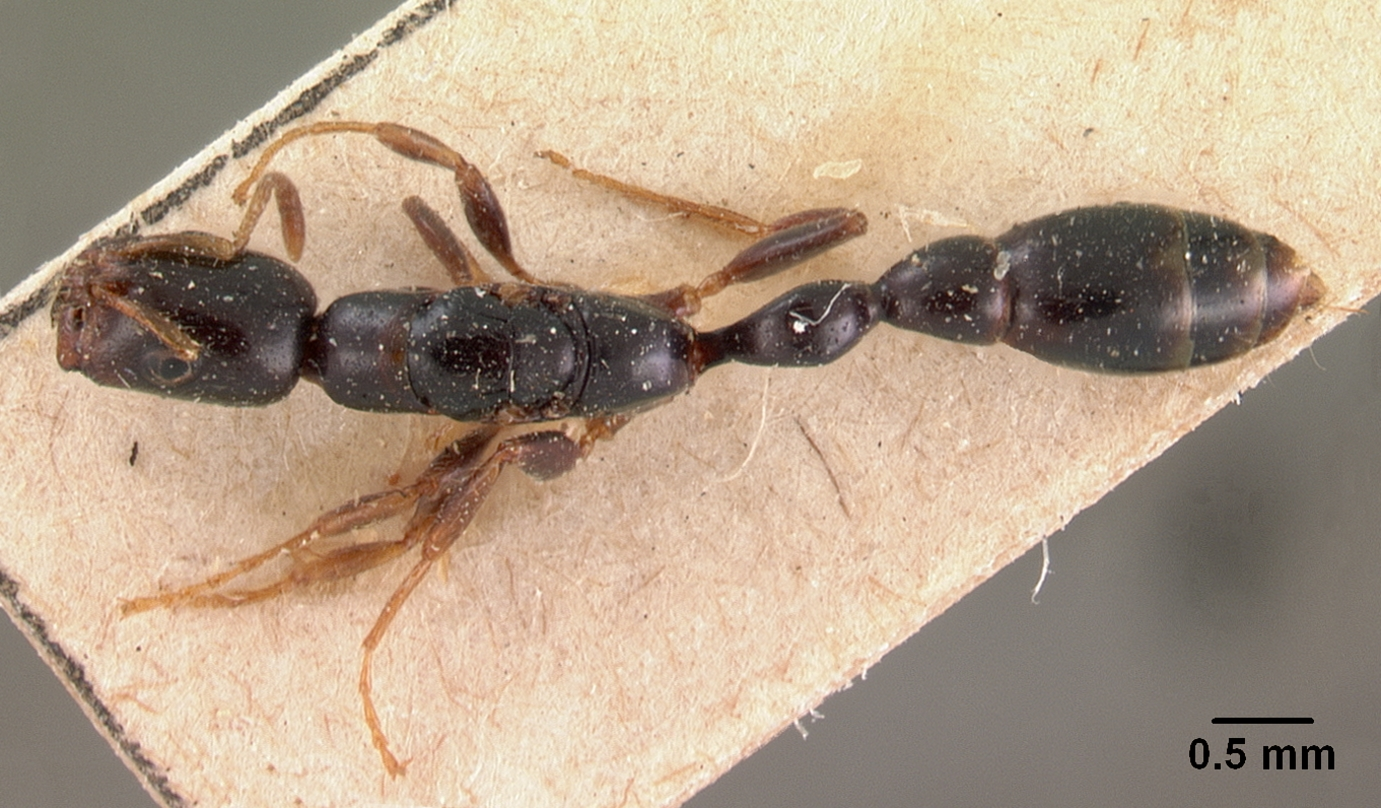
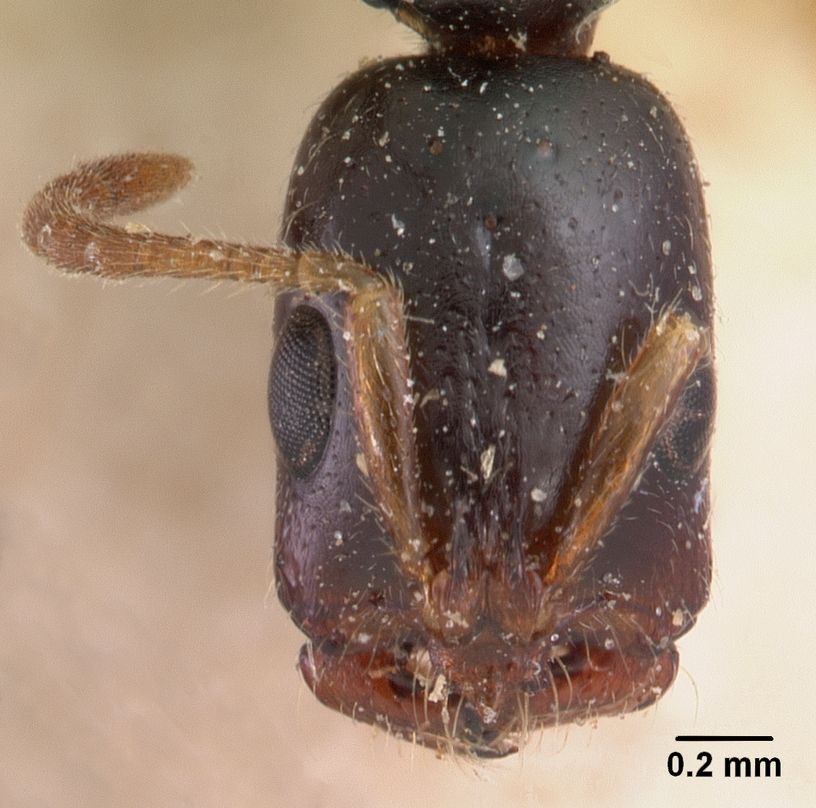